# 다닐루 (2001년)
다닐루 두스 산투스 지 올리베이라 (Danilo dos Santos de Oliveira, 2001년 4월 19일 ~ )는 흔히 줄여서 다닐루(Danilo) 또는 다닐루 올리베이라(Danilo Oliveira)로 알려진 브라질의 축구 선수이며, 현재 보타포구에서 미드필더로 뛰고 있다.